# Titone
Titone (in greco antico: Τιθωνός?, Tithōnós) o Titono è un personaggio della mitologia greca,  presente anche nella cultura degli Etruschi. Fu un principe di Troia e divenne padre dell'eroe Memnone.

## Mito
Titone era figlio di Laomedonte, e di Strimo o Placia (figlia di Otreo) o Leucippe. Uomo di mirabile bellezza, fu rapito da Eos, dea dell'aurora, innamoratasi di lui,  e portato in Etiopia. Qui la dea ebbe da lui due figli maschi: Emazione, il maggiore, e Memnone, il minore. Insieme a quest'ultimo, Titone emigrò in Persia, dove fondò la città di Susa, divenuta poi la capitale del regno di Memnone, e sposò una donna del posto, Cissia. 
La dèa chiese a Zeus di donargli l'immortalità, dimenticandosi però di fargli avere anche l'eterna giovinezza. Di conseguenza Titone non morì mai ma Eos non poté impedire che egli invecchiasse sempre più fino a perdere completamente le forze e parlare con un filo di voce. Su richiesta dell'affranta dea, venne pertanto mutato da Zeus in una cicala.

## Iconografia
- Titone (Tinthu o Tinthun) ed Eos (Thesan) erano spesso raffigurati sul posteriore degli specchi a mano ed in bronzo degli Etruschi. Uno di questi è conservato nei Musei Vaticani[8].

## Nell'arte
- Sebastiano Ricci eseguì il dipinto Aurora e Titone, dove quest'ultimo appare ormai decrepito.